# Березовий Гайок
Березовий Гайок — ботанічна пам'ятка природи місцевого значення, розташована неподалік від села Веприк Гадяцького району Полтавської області. Була створена відповідно до Постанови Полтавської облради від 4 вересня 1995 року.

## Загальні відомості
Землекористувачем є ДП «Гадяцький лісгосп», Вельбівське лісництво, квартал 88, вид. 4, площа — 0,6 гектара. Розташована на захід від села Веприк Гадяцького району.
Пам'ятка природи створена з метою збереження  лісової ділянки із березою бородавчастою у зниженні борової тераси річки Псел зі сформованими біорізноманіттям та рідкісними видами, здебільшого бореального походження. Осередок збереження рідкісних видів рослин (9).